# زیمن
زیمن (به بلغاری: Zimen) یک منطقهٔ مسکونی در بلغارستان است که در استان بورگاس واقع شده‌است.